# Telioneura hypophaea
Telioneura hypophaea är en fjärilsart som beskrevs av George Francis Hampson 1905. Telioneura hypophaea ingår i släktet Telioneura och familjen björnspinnare. Inga underarter finns listade i Catalogue of Life.